# Grindsjöns skjutfält
Grindsjöns skjutfält är ett civilmilitärt övnings- och skjutfält som är beläget på Södertörn cirka 45 km söder om Stockholm.

## Historik
Verksamheten vid inleddes 1941 vid Grindsjöns sydvästra strand, i norra delen av Sorunda socken, nära gränsen mot Grödinge socken. Försöksområdet hade gjorts tillgängligt genom en markdonation "för naturvetenskaplig forskning för försvarets behov" av Olof Arrhenius, son till nobelpristagaren Svante Arrhenius. Institutet hade aldrig någon formell myndighetsstatus, utan utgjorde en samarbetsorganisation mellan universitetens fysikinstitutioner. Försöksområdet (skjutfält) vid Grindsjön, som grundades i och med bildandet av institutet, utvidgades så småningom till att omfatta 7,5 km², det döptes även sedermera till "Grindsjöns Forskningscentrum".

## Geografi
Övnings- och skjutfältet ligger i Nynäshamns kommun och omfattar drygt 750 hektar, som är fördelat på både löv- och granskog, ängar och vatten.

## Verksamhet
Här bedrevs forskning om bland annat pansarbrytande vapen och riktad sprängverkan, så kallad RSV. Tillsammans med en del av Statens uppfinnarnämnd (SUN) och myndigheten FKA, bildade MFI år 1945 den nya myndigheten Försvarets forskningsanstalt (FOA). Delar av forskningen runt det svenska kärnvapenprogrammet gjordes vid Grindsjön.

### FOI
I skjutfältets nordvästra del ligger Totalförsvarets forskningsinstituts försöksstation. Försöksstationen uppfördes i samband med att verksamheten startade 1941. År 1985 gjordes en ny- och ombyggnad av lokalerna i Grindsjön.